# منطقه ۷۴ (قطر)
منطقه ۷۴ یک منطقهٔ مسکونی در قطر است که در الخور (شهرداری) واقع شده‌است. منطقه ۷۴ ۳۷۳٫۹ کیلومتر مربع مساحت و ۹۶٬۱۶۹ نفر جمعیت دارد.